# Heinz Friedrich Benner
Heinz Friedrich Benner (* 12. April 1939 in Gießen an der Lahn, † 15. November 2021) war Staatssekretär a. D. Seit 2003 führte er ehrenamtlich das operative Geschäft der Stiftung „Daheim im Heim“ als stellvertretender Vorsitzender.

## Ausbildung
Heinz Friedrich Benner war nach der Erlangung der Mittleren Reife und einer Graveurlehre als Geselle tätig. Er leistete seinen Wehrdienst 1960 bis 1961 bei der Panzerjägerkompanie in Wolfhagen. 1966 legte er das Abitur am Abendgymnasium in Mainz ab. Ab 1966 studierte er Rechts- und Staatswissenschaften an der Johannes Gutenberg-Universität Mainz. In dieser Zeit war er 1967 bis 1969 Mitglied des Studentenparlaments und von 1968 bis 1969 dessen Vizepräsident. Nach dem Universitätsabschluss (1972) legte er 1974 das Staatsexamen in Rheinland-Pfalz ab.

## Beruflicher Werdegang
Benner war 1974 bis 1976 Dezernent für Soziales, Gesundheit und Umweltschutz und Vorsitzender des
Kreisrechtsausschusses im Donnersbergkreis in der Nordpfalz und von 1976 bis 1991 Persönlicher Referent und zuletzt Grundsatzreferent im Sozialministerium von Rheinland-Pfalz. Als Grundsatzreferent war er zuständig für das Sozialhilferecht und für Konzeptionen der Pflegeversicherung sowie für Sozialstationen und Kontakte zur Freien Wohlfahrtspflege.
Heinz Friedrich Benner war von August bis November 1990 Berater beim Ministerrat der DDR im Ministerium für Familie und Frauen mit dem Schwerpunkt Aufbau der Sozialstationen und der Freien Wohlfahrtspflege in den neuen Bundesländern und ab dem 19. November 1990 bis Ende August 1991 im Rahmen der Verwaltungshilfe zwischen Thüringen und Rheinland-Pfalz kommissarischer Leiter der Abteilung Soziales, Familie, Jugend und Sport im Thüringer Ministerium für Soziales und Gesundheit. Am 19. November 1991 wurde er dann Staatssekretär im Thüringer Ministerium für Soziales und Gesundheit und blieb dies bis zum 30. November 1994. Er trat am 1. Dezember 1994 in den einstweiligen Ruhestand. Am 1. Oktober 2003 erfolgte die erneute Ernennung zum Staatssekretär im Thüringer Ministerium für Soziales, Familie und Gesundheit; er hatte diese Position bis zum 8. Juli 2004 inne.

## Ehrenamtliches Engagement
Heinz Friedrich Benner betreute seit 1995 ein Bürgerbüro in Mainz und engagierte sich ehrenamtlich für mehrere gemeinnützige Stiftungen (Daheim im Heim, Wilhelm Emmanuel von Ketteler-Stiftung, Stiftung Weltkirche). Außerdem war er Vorsitzender der Hochschulgesellschaft forum sociale der Katholischen Fachhochschule Mainz.
Er engagierte sich seit 1974 beim Bischöflichen Hilfswerks Misereor und war von 2000 bis 2010 Vorsitzender des Verwaltungsrats.
Heinz Friedrich Benner war von 2001 bis 2003 Berater der CDU-Fraktion im Thüringer Landtag für die Enquetekommission „Menschenwürde in Grenzsituationen“.
Seit 1996 betreute Heinz Friedrich Benner die Stiftung „Daheim im Heim“ als Geschäftsbesorger; im Vorstand war er seit 2002 stellvertretender Vorsitzender.

## Ehrungen
- 1982 Päpstliches Ehrenkreuz Pro Ecclesia et Pontifice
- 1992 Komtur des Gregoriusordens
- 1993 Ehrenzeichen in Gold des Deutschen Caritasverbandes[5]
- seit 1995 Ehrenmitglied des Behinderten-Sportverbandes Sondershausen (Thüringen)
- 2000 Überreichung der goldenen Ehrenmedaille des Thüringer Behinderten- und Rehabilitationsverbandes e.V.
- 2003 Verdienstkreuz am Bande des Verdienstordens der Bundesrepublik Deutschland[6]
- 2005 Auszeichnung mit dem Ehrenpreis der LIGA der Freien Wohlfahrtspflege Thüringen[7]
- 2005 Auszeichnung mit der Goldenen Ehrennadel des Bischöflichen Hilfswerks Misereor[8]
- 2007 Auszeichnung mit der Goldenen Ehrennadel mit Rubin der Unimedizin Mainz[9]
- seit 2009 Ehrenmitglied der Hochschulgesellschaft forum sociale e. V. an der Katholischen Fachhochschule Mainz[10]